# Distretto di Tilali
Il distretto di Tilali è uno dei quattro distretti della provincia di Moho, in Perù. Si trova nella regione di Puno e si estende su una superficie di 48,15 chilometri quadrati.

Istituito il 12 dicembre 1991, ha per capitale la città di Tilali; nel censimento 2005 si contava una popolazione di 3.255 unità.